# Schwarzhäubchenmeise
Die Schwarzhäubchenmeise (Baeolophus atricristatus) ist eine in Nord- und Mittelamerika vorkommende Singvogelart aus der Familie der Meisen (Paridae).

## Beschreibung

### Aussehen
Die Schwarzhäubchenmeise erreicht eine Gesamtlänge von 14,5 bis 15,0 Zentimetern, wobei der Schwanz etwa ein Drittel der Länge ausmacht. Er ist bei den Männchen schwarzgrau, bei den Weibchen braungrau. Das Gewicht variiert zwischen 15,5 und 20,9 Gramm. Arttypisch ist eine dunkel gefärbte Federhaube, die nur selten angelegt wird. Diese ist bei den Männchen glänzend schwarz, bei den Weibchen dunkelbraun. Weitere äußere Unterscheidungsmerkmale der Geschlechter sind minimal. Kopf, Brust und Bauch sind weißlich bis cremefarben, an den hinteren Flanken hell orange-braun. Das Rückengefieder und die Flügel haben eine bleigraue Farbe. Der Schnabel ist kurz, kräftig und schwärzlich hornfarben. Die Iris ist schwarz. Beine und Füße sind schiefergrau.

### Lautäußerungen
Der Ruf der Schwarzhäubchenmeise ähnelt demjenigen der Grauhäubchenmeise (Baeolophus bicolor) und ist ein hell klingendes Pieter – Pieter – Pieter, wird jedoch in schnellerer Abfolge gerufen.

## Verbreitung und Lebensraum

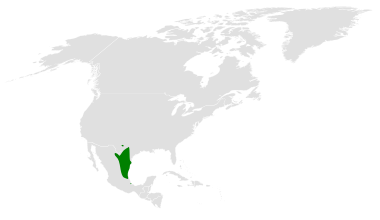
Schwarzhäubchenmeise

Das Verbreitungsgebiet der Schwarzhäubchenmeise erstreckt sich vom Südosten von Texas und dem Südwesten von Oklahoma bis in den Nordosten Mexikos. Sie lebt bevorzugt in Eichen- (Quercus) oder Mischwäldern. Das maximale Höhenvorkommen beträgt 2300 Meter.

## Lebensweise
Während der Brutzeit im Sommer leben die Paare einzeln. Sie sind monogam. Im Winter sind sie oftmals in Gruppen anzutreffen. Sie ernähren sich in erster Linie von verschiedenen Insektenarten und Spinnentieren sowie von Beeren und Nüssen.
Das Nest wird in bereits vorhandenen Hohlräumen von Bäumen bis zu einer Höhe von sieben Metern angelegt. Das Weibchen ist für den Nestbau allein verantwortlich. Es baut das Nest aus Moos, vertrocknetem Gras, dürren Blättern und Tierhaaren. Die Eier werden zwischen Februar und Juni gelegt. Sie haben eine weiße Grundfarbe und sind mit kleinen braunen, rötlichen oder violetten Flecken überzogen. Zuweilen erfolgt auch eine zweite Brut. Ein Gelege besteht in der Regel aus fünf bis sechs Eiern. Die Weibchen brüten dann 12 bis 14 Tage. Beide Eltern füttern die Nestlinge. Nach 15 bis 16 Tagen fliegen die Jungen aus.

## Gefährdung
Die Schwarzhäubchenmeise ist in ihren Verbreitungsgebieten nicht selten und wird demzufolge von der Weltnaturschutzorganisation IUCN als  „least concern = nicht gefährdet“ klassifiziert. Sie ist vom United States Fish and Wildlife Service gemäß dem Migratory Bird Treaty Act geschützt.

## Taxonomie und Unterarten
Die Schwarzhäubchenmeise wurde früher als Unterart der Grauhäubchenmeise betrachtet. Aufgrund genetischer Unterschiede wird sie seit dem Jahr 2002 als eigenständige Art mit drei Unterarten geführt:
- Baeolophus atricristatus atricristatus (Cassin, 1850)
- Baeolophus atricristatus paloduro J. O. Stevenson, 1940
- Baeolophus atricristatus sennetti Ridgway, 1904